# Go west
Go west er en dansk dokumentarfilm fra 1996, der er instrueret af Erik Thygesen.

## Handling
For blot 30-40 år siden var Vestjylland præget af fattigdom og isolation. I dag er området økonomisk på omgangshøjde med resten af landet, nye ideer afprøves indenfor uddannelse og erhvervsliv samt i samspillet mellem det private og det offentlige. Journalist og forfatter Erik Thygesen tager seerne med til Vestjylland, hvor han selv er vokset op. Med udgangspunkt i sin egen familiehistorie beskriver han dynamikken mellem tradition og eksperiment i det moderne Vestjylland. Han besøger en fårehyrde, en minkfarmer, en højteknologisk virksomhed, unge erhvervsfolk og overværer et forsøg med at kombinere to-vejsvideo og computerbaseret undervisning.